# Dominique Jones
Dominique O'Neal Jones (Lake Wales, Florida, 15 de octubre de 1988) es un jugador de baloncesto estadounidense que pertenece a la plantilla de los Jilin Northeast Tigers de la liga china. Con 1,93 metros de estatura, juega en la posición de escolta.

## Trayectoria deportiva

### High School
Jones asistió al Instituto Lake Wales, promediando 21 puntos, 10 rebotes y 7 asistencias en su última campaña. Fue nombrado Lakeland Ledger Polk County Player of the Year y fue miembro del equipo all-star de la Florida Athletic Coaches Association South. Promedió 16.5 puntos, 6.5 rebotes y 5.8 asistencias en su año júnior, ayudando a los Highlanders a un balance de 22-5 y guiando al equipo a las semifinales de distrito.

### Universidad
Jones jugó al baloncesto en los Bulls de la Universidad del Sur de la Florida, promediando en sus tres temporadas 17.1, 18.1 y 21.4 puntos por partido respectivamente. En su año sénior fue el máximo anotador de la Big East Conference, además de ser incluido en el mejor quinteto de la conferencia. El 23 de enero de 2010 realizó el mejor encuentro de su carrera universitaria anotando 46 puntos ante Providence Friars.

### Profesional
Fue seleccionado en la 25ª posición del Draft de la NBA de 2010 por Memphis Grizzlies, aunque fue inmediatamente traspasado a Dallas Mavericks a cambio de dinero.

## Estadísticas

### Temporada regular
| Año     | Equipo | PJ | PT | MPP  | %TC  | %3P  | %TL  | RPP | APP | ROB | TPP | PPP |
| ------- | ------ | -- | -- | ---- | ---- | ---- | ---- | --- | --- | --- | --- | --- |
| 2010-11 | Dallas | 18 | 0  | 6.8  | .311 | .000 | .824 | 1.4 | 1.1 | .3  | .2  | 2.3 |
| 2011-12 | Dallas | 33 | 1  | 8.1  | .397 | .125 | .784 | 1.3 | 1.3 | .3  | .2  | 2.7 |
| 2012-13 | Dallas | 29 | 3  | 11.7 | .367 | .111 | .660 | 1.6 | 2.9 | .5  | .1  | 4.0 |
| Total   | Total  | 80 | 4  | 9.3  | .366 | .095 | .729 | 1.4 | 1.8 | .4  | .1  | 3.1 |